# 1413 en santé et médecine
| Années de la santé et de la médecine : 1410 - 1411 - 1412 - 1413 - 1414 - 1415 - 1416    |
| Décennies de la santé et de la médecine : 1380 - 1390 - 1400 - 1410 - 1420 - 1430 - 1440 |

Cet article présente les faits marquants de l'année 1413 en santé et médecine.

## Événements
- 30 mai : fondation par Jean II, roi de Castille, de l'hôpital universitaire (es) de Salamanque (Hospital del Estudio)[1].
- 28 août : le pape Benoît XIII confirme les statuts de l'université de Saint Andrews en Écosse, créée deux ans plus tôt, en 1411, par l'évêque Henry Wardlaw, et où la médecine ne sera enseignée qu'à partir de 1450, à la fondation du St Salvator's College (en)[2].
- Fondation officielle, par Louis II, comte de Provence, de la faculté de médecine de l'université d'Aix, qui ne fonctionnera cependant effectivement qu'à partir de 1557[3].
- Fondation à Amsterdam d'un hôpital placé sous le patronage de Sainte Marie et saint Nicolas et qui sera transformé par la suite en léproserie[4].
- Fondation de la première aumônerie (almshouse) de Londres, vouée à l'accueil de sept pauvres vieillards de la guilde des tailleurs (Tailors' Company[5]).

## Publication
- 1413-1414 : Jacques de Forli (c. 1365-1414) rédige à Padoue son commentaire du Canon d'Avicenne, qui sera imprimé pour la première en 1474 à Milan[6].

## Personnalité
- 1401-1413 : fl. Petrus de Abondancii, barbier dans la vallée d'Aoste[7].

## Naissance
- Adam Bogaert (mort en 1483), professeur de médecine, plusieurs fois recteur de l'université de Louvain[8].

## Décès
- Fatḥ Allah (né en 1357), médecin juif originaire de Tabriz en Iran, secrétaire particulier du sultan mamelouk Barquq[9],[10].
- Muḥammad ibn Abī Bakr Ibn Ǧamāʿa (né en 1357), médecin actif au Caire, auteur d'ouvrages de médecine et de commentaires des hadiths[11].